# Armin Hodžić
Armin Hodžić (Sarajevo, 17 novembre 1994) è un calciatore bosniaco, attaccante del Líšeň.

## Caratteristiche tecniche
Gioca come prima punta, per il suo fiuto del goal e per la sua prestanza fisica è stato paragonato al connazionale Edin Džeko.
Nel 2013 è stato inserito nella lista dei migliori calciatori nati dopo il 1993 da Don Balón.

## Carriera

### Club

#### Inizi
Nel 2011 viene acquistato dal Liverpool. Dopo un anno passato tra il Liverpool Reserve viene mandato in prestito biennale al club bosniaco dello Željezničar, squadra dalla quale era stato prelevato in precedenza. Il 16 luglio 2013 debutta nel preliminare di Champions League contro il Viktoria Plzeň. In due stagioni con lo Željezničar disputa 56 partite andando a segno con 19 volte.
Nell'estate 2014 si trasferisce per 200.000 sterline alla Dinamo Zagabria dove in quattro anni con la società croata, raccoglie globalmente tra tutte le competizioni 111 presenze, segnando 51 reti. Il 28 agosto 2018 passa agli ungheresi del Fehérvár per circa 2 milioni di euro con cui firma un contratto fino al giugno 2022.

### Nazionale
Si rende protagonista con l'Under-19 nei Giochi del Mediterraneo 2013 segnando 3 gol.
Nel marzo 2015 viene convocato dall'Under-21 dove ottiene la fascia di capitano.
Nel settembre 2015 viene convocato per la prima volta in nazionale maggiore, per le sfide di qualificazione a Euro 2016 contro Galles e Cipro, tuttavia senza mai scendere in campo. Debutta ufficialmente con la propria nazionale il 29 maggio 2016, nella sfida amichevole contro la Spagna vinta dalla squadra spagnola per 3-1. Il 12 ottobre 2019 segna la sua prima rete in nazionale nella partita di qualificazione a Euro 2020, vinta in casa per 4-1 contro la Finlandia. Il 18 novembre successivo, realizza una doppietta decisiva nella partita vinta per 3-0 in trasferta contro il Liechtenstein.

## Statistiche

### Presenze e reti nei club
Statistiche aggiornate al 16 febbraio 2020.
| Stagione               | Squadra                | Campionato             | Campionato | Campionato | Coppe nazionali | Coppe nazionali | Coppe nazionali | Coppe continentali | Coppe continentali | Coppe continentali | Altre coppe | Altre coppe | Altre coppe | Totale | Totale |
| Stagione               | Squadra                | Comp                   | Pres       | Reti       | Comp            | Pres            | Reti            | Comp               | Pres               | Reti               | Comp        | Pres        | Reti        | Pres   | Reti   |
| ---------------------- | ---------------------- | ---------------------- | ---------- | ---------- | --------------- | --------------- | --------------- | ------------------ | ------------------ | ------------------ | ----------- | ----------- | ----------- | ------ | ------ |
| 2012-2013              | Željezničar            | PL                     | 17         | 4          | CB              | 5               | 0               | -                  | -                  | -                  | -           | -           | -           | 22     | 4      |
| 2013-2014              | Željezničar            | PL                     | 28         | 14         | CB              | 4               | 1               | UCL                | 2                  | 0                  | -           | -           | -           | 34     | 15     |
| Totale Željezničar     | Totale Željezničar     | Totale Željezničar     | 45         | 18         |                 | 9               | 1               |                    | 2                  | 0                  |             | -           | -           | 56     | 19     |
| 2014-2015              | Dinamo Zagabria        | 1.HNL                  | 6          | 1          | CC              | 3               | 1               | UCL                | 0                  | 0                  | -           | -           | -           | 9      | 2      |
| 2015-2016              | Dinamo Zagabria        | 1.HNL                  | 24         | 13         | CC              | 4               | 3               | UCL                | 6                  | 2                  | -           | -           | -           | 34     | 18     |
| 2016-2017              | Dinamo Zagabria        | 1.HNL                  | 25         | 16         | CC              | 6               | 5               | UCL                | 3                  | 0                  | -           | -           | -           | 34     | 21     |
| 2017-2018              | Dinamo Zagabria        | 1.HNL                  | 24         | 6          | CC              | 3               | 1               | UEL                | 4                  | 1                  | -           | -           | -           | 31     | 8      |
| lug.-ago. 2018         | Dinamo Zagabria        | 1.HNL                  | 2          | 1          | CC              | 0               | 0               | UCL                | 1                  | 1                  | -           | -           | -           | 3      | 2      |
| Totale Dinamo Zagabria | Totale Dinamo Zagabria | Totale Dinamo Zagabria | 81         | 37         |                 | 16              | 10              |                    | 14                 | 4                  |             | -           | -           | 111    | 51     |
| set. 2018-2019         | MOL Fehérvár           | NB1                    | 26         | 4          | CU              | 8               | 2               | UEL                | 6                  | 0                  | -           | -           | -           | 40     | 6      |
| 2019-2020              | MOL Fehérvár           | NB1                    | 17         | 9          | CU              | 2               | 2               | UEL                | 2                  | 0                  | -           | -           | -           | 21     | 11     |
| Totale MOL Fehérvár    | Totale MOL Fehérvár    | Totale MOL Fehérvár    | 43         | 13         |                 | 10              | 4               |                    | 8                  | 0                  |             | -           | -           | 61     | 15     |
| Totale carriera        | Totale carriera        | Totale carriera        | 169        | 68         |                 | 35              | 15              |                    | 24                 | 4                  |             | -           | -           | 228    | 87     |

### Cronologia presenze e reti in nazionale
| Cronologia completa delle presenze e delle reti in nazionale ― Bosnia ed Erzegovina | Cronologia completa delle presenze e delle reti in nazionale ― Bosnia ed Erzegovina | Cronologia completa delle presenze e delle reti in nazionale ― Bosnia ed Erzegovina | Cronologia completa delle presenze e delle reti in nazionale ― Bosnia ed Erzegovina | Cronologia completa delle presenze e delle reti in nazionale ― Bosnia ed Erzegovina | Cronologia completa delle presenze e delle reti in nazionale ― Bosnia ed Erzegovina | Cronologia completa delle presenze e delle reti in nazionale ― Bosnia ed Erzegovina | Cronologia completa delle presenze e delle reti in nazionale ― Bosnia ed Erzegovina |
| Data                                                                                | Città                                                                               | In casa                                                                             | Risultato                                                                           | Ospiti                                                                              | Competizione                                                                        | Reti                                                                                | Note                                                                                |
| ----------------------------------------------------------------------------------- | ----------------------------------------------------------------------------------- | ----------------------------------------------------------------------------------- | ----------------------------------------------------------------------------------- | ----------------------------------------------------------------------------------- | ----------------------------------------------------------------------------------- | ----------------------------------------------------------------------------------- | ----------------------------------------------------------------------------------- |
| 29-5-2016                                                                           | San Gallo                                                                           | Spagna                                                                              | 3 – 1                                                                               | Bosnia ed Erzegovina                                                                | Amichevole                                                                          | -                                                                                   | 57’                                                                                 |
| 3-6-2016                                                                            | Toyota                                                                              | Bosnia ed Erzegovina                                                                | 2 – 2 (4 – 3 dtr)                                                                   | Danimarca                                                                           | Kirin Cup                                                                           | -                                                                                   | 46’                                                                                 |
| 7-6-2016                                                                            | Suita                                                                               | Giappone                                                                            | 1 – 2                                                                               | Bosnia ed Erzegovina                                                                | Kirin Cup                                                                           | -                                                                                   |                                                                                     |
| 25-3-2017                                                                           | Zenica                                                                              | Bosnia ed Erzegovina                                                                | 5 – 0                                                                               | Gibilterra                                                                          | Qual. Mondiali 2018                                                                 | -                                                                                   |                                                                                     |
| 31-8-2017                                                                           | Nicosia                                                                             | Cipro                                                                               | 3 – 2                                                                               | Bosnia ed Erzegovina                                                                | Qual. Mondiali 2018                                                                 | -                                                                                   | 80’ 85’                                                                             |
| 12-10-2019                                                                          | Zenica                                                                              | Bosnia ed Erzegovina                                                                | 4 – 1                                                                               | Finlandia                                                                           | Qual. Euro 2020                                                                     | 1                                                                                   | 75’                                                                                 |
| 15-10-2019                                                                          | Atene                                                                               | Grecia                                                                              | 2 – 1                                                                               | Bosnia ed Erzegovina                                                                | Qual. Euro 2020                                                                     | -                                                                                   | 71’                                                                                 |
| 15-11-2019                                                                          | Zenica                                                                              | Bosnia ed Erzegovina                                                                | 0 – 3                                                                               | Italia                                                                              | Qual. Euro 2020                                                                     | -                                                                                   | 61’                                                                                 |
| 18-11-2019                                                                          | Vaduz                                                                               | Liechtenstein                                                                       | 0 – 3                                                                               | Bosnia ed Erzegovina                                                                | Qual. Euro 2020                                                                     | 2                                                                                   |                                                                                     |
| 4-9-2020                                                                            | Firenze                                                                             | Italia                                                                              | 1 – 1                                                                               | Bosnia ed Erzegovina                                                                | UEFA Nations League 2020-2021 - 1º turno                                            | -                                                                                   | 77’                                                                                 |
| 7-9-2020                                                                            | Zenica                                                                              | Bosnia ed Erzegovina                                                                | 1 – 2                                                                               | Polonia                                                                             | UEFA Nations League 2020-2021 - 1º turno                                            | -                                                                                   |                                                                                     |
| 11-10-2020                                                                          | Zenica                                                                              | Bosnia ed Erzegovina                                                                | 0 – 0                                                                               | Paesi Bassi                                                                         | UEFA Nations League 2020-2021 - 1º turno                                            | -                                                                                   | 75’ 90+2’                                                                           |
| 12-11-2020                                                                          | Sarajevo                                                                            | Bosnia ed Erzegovina                                                                | 0 – 2                                                                               | Iran                                                                                | Amichevole                                                                          | -                                                                                   | 46’                                                                                 |
| 15-11-2020                                                                          | Amsterdam                                                                           | Paesi Bassi                                                                         | 3 – 1                                                                               | Bosnia ed Erzegovina                                                                | UEFA Nations League 2020-2021 - 1º turno                                            | -                                                                                   | 61’                                                                                 |
| Totale                                                                              |                                                                                     | Presenze                                                                            | 14                                                                                  |                                                                                     | Reti                                                                                | 3                                                                                   |                                                                                     |

## Palmarès

### Club

#### Competizioni nazionali
- Campionato bosniaco: 1

Željezničar: 2012-2013
- Coppa di Croazia: 2

Dinamo Zagabria: 2014-2015, 2015-2016
- Campionato croato: 2

Dinamo Zagabria: 2014-2015, 2015-2016